# Kuifje en het geheim van het Gulden Vlies
Kuifje en het geheim van het Gulden Vlies (Franse titel: Tintin et le mystère de la Toison d'or) is een Franse film uit 1961 met Jean-Pierre Talbot en Georges Wilson als Kuifje en Kapitein Haddock. Het is de eerste Kuifjefilm met echte acteurs, maar is niet gebaseerd op een bestaand stripalbum van Hergé. Drie jaar later werd met dezelfde hoofdrolspeler een tweede Kuifjefilm opgenomen onder de naam Kuifje en de blauwe sinaasappels.
De film is een avonturenfilm, waarin Kuifje en Kapitein Haddock naar Istanboel reizen, omdat Haddock een schip geërfd heeft. Het Gulden Vlies is de naam van het schip en slaat verder niet op het gulden vlies uit de Griekse mythologie.
De film werd in 1980 door de AVRO uitgezonden. Tot die tijd werd de film in Nederland nog regelmatig vertoond in bioscopen als kindervoorstelling.

## Verhaal

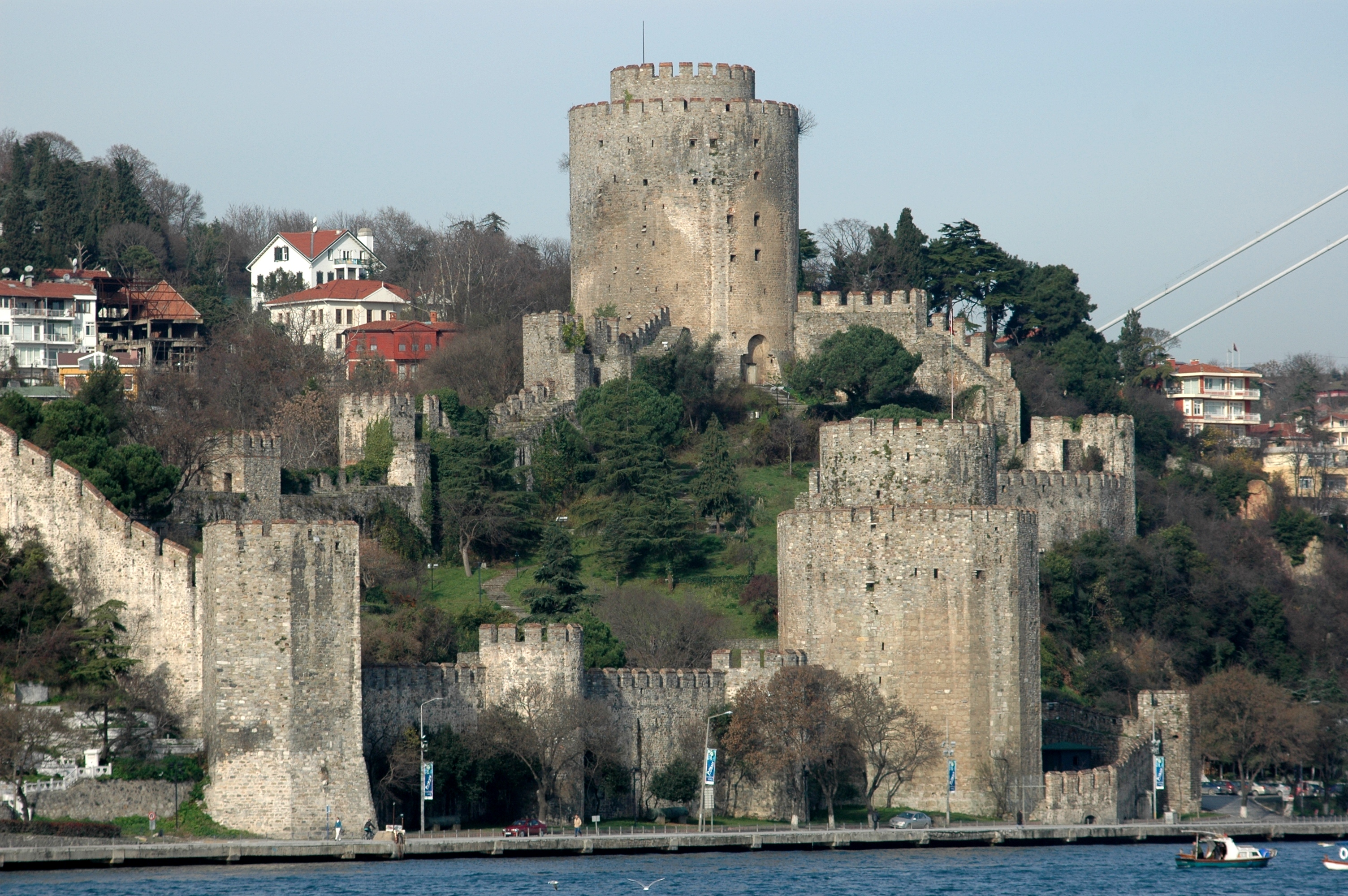
De Sarıcatoren (boven) in fort Roemelië, waar Kuifje en Haddock worden opgesloten

Kapitein Haddock ontvangt het bericht dat zijn oude vriend Kapitein Paparanic is overleden en dat hij zijn schip Het Gulden Vlies erft. Het schip ligt in Istanboel en Kuifje en Haddock vliegen erheen. Als ze zijn aangekomen, blijkt het een klein en roestig schip te zijn en Haddock twijfelt of hij de erfenis moet accepteren. Aan wal ontmoeten ze Meneer Karabine, die het schip voor een exorbitant hoog bedrag wil kopen. Kuifje vraagt echter bedenktijd. Een dag later krijgt Haddock een bedreigend telefoontje dat er nare dingen zullen gebeuren als hij het schip niet verkoopt. Daarna ontmoeten ze de gids Malik die hen een rondleiding door Istanboel aanbiedt. Tijdens de rondleiding wordt een aanslag op Haddock gepleegd en sluit Malik Kuifje en Haddock op in een fort met belagers. Kuifje weet te ontsnappen en Malik aan te houden. Malik biecht dan op dat hij betaald was om hen in de val te lokken. Malik geeft hun een enveloppe waar de route naar het fort op getekend staat. Op de achterkant van de enveloppe staat een rode krokodil: het logo van Karexport dat ze herkennen van het visitekaartje van Karabine. Haddock ziet niets in het schip, maar omdat er zo op het schip geaasd wordt en Paparanic in zijn testament schreef dat hij hoopte dat Haddock de waarde van dit 'juweel van de zee' zou ontdekken, accepteert hij de erfenis.
De volgende dag varen ze naar Piraeus om de vracht van het schip naar Midas Papos te brengen. Tijdens de vaart leest Kuifje in een oud krantenknipsel dat Paparanic in het verleden met vier anderen de republiek Tetaragua gered heeft. Later betrapt Kuifje het bemanningslid Angorapoulos die ook in de papieren van Paparanic zit te snuffelen. Kuifje overmeestert hem, maar hij weet in de nacht uit het ruim te ontsnappen. In Piraeus aangekomen, bezoekt een ander bemanningslid een vestiging van Karexport. Kuifje en Haddock ontmoeten ondertussen handelaar Midas Papos in zijn winkel en delen hem de dood van Paparanic mee. Als Papos herinneringen aan hem ophaalt, vermeldt hij terloops dat hij met hem in Tetaragua geweest is. Als Kuifje hem dan met het krantenknipsel confronteert, vertelt Papos dat ze een staatsgreep in Tetaragua gepleegd hadden en elf dagen later als dieven het land verlieten. Ook vertelt hij dat Karabine hierbij betrokken was, maar hij wordt tijdens zijn monoloog door het raam neergeschoten. Kuifje en Haddock belanden als verdachten in de gevangenis. Een dag later komen Jansen en Janssen namens Interpol om in te staan voor hun onschuld. Ook Papos, die de aanslag overleefd heeft, verklaarde hun onschuld. Kuifje is vastberaden uit te zoeken wie de naast Paparanic, Papos en Karabine de twee andere coupplegers waren.

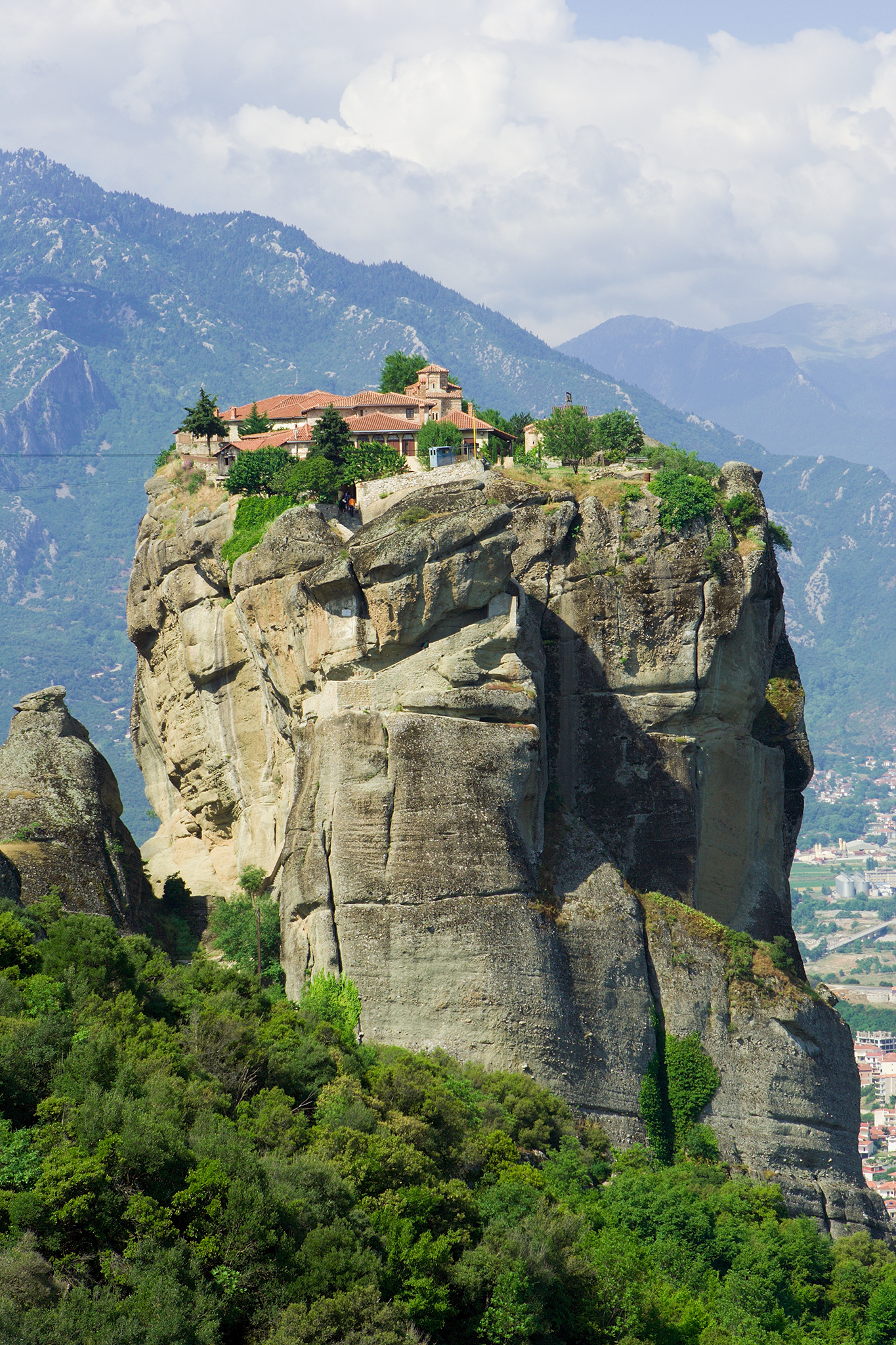
Het klooster van Vader Alexander, in werkelijkheid het Heilige Drievuldigheidsklooster in Meteora

In de stad ziet Kuifje Angorapoulos bij een barbier zitten. Hij besluit hem samen met Haddock en de Jansens onopgemerkt te volgen. De achtervolging leidt ze naar een dorpje waar een bruiloft aan de gang is. Haddock en de Jansens mengen zich in het feestgedruis, terwijl Kuifje de uit het oog verloren Angorapoulos probeert te vinden. Als hij de klarinettist van het orkest ziet, herkent hij hem als een van de coupplegers op de krantenfoto. Als Haddock en hij de man willen aanspreken, wordt hij ontvoerd door Angorapoulos en zijn handlangers. Na een wilde achtervolging stort de auto van Angorapoulos in een ravijn. Ze rennen uit de brandende auto, maar laten de klarinettist achter. Kuifje haalt de man uit de auto. Hij heet Scoubidouvitch en laat een verwarde indruk achter. Hij beweert dat hij zijn geheugen kwijt is, maar kan nadat Haddock hem 1000 drachmen belooft, toch wat informatie geven. Hij vertelt dat de vijfde couppleger Alexander Timotsjenko is: een oude piraat die tegenwoordig als priester in een klooster in Meteora leeft.
Als Kuifje en Haddock Vader Alexander bezoeken, vertelt hij hen het hele verhaal. De vijf vrienden waren erop uit snel rijk te worden. Toen ze in Tetaragua aankomen was daar een revolutie aan de gang. Paparanic mobiliseerde de bevolking en een dag later vormden de vijf de regering van Tetaragua. Acht dagen later worden ze echter weer verjaagd door soldaten en nemen daarbij al het goud van de nationale bank mee. Naar gebruik was de ene helft van het goud voor de kapitein en werd de andere helft verdeeld onder de bemanning. Ten slotte geeft Vader Alexander Haddock een fles oude marc, die Paparanic hem een half jaar geleden had gegeven. Als Haddock de fles per ongeluk van een helling laat rollen en deze kapotvalt, blijkt de achterkant van het etiket een schatkaart te zijn, met een kruis in de zee. Ze vermoeden dat daar het goud van Paparanic ligt. Als ze terug op het schip zijn, laat een van de bemanningsleden de brandstof uit de tank lopen. Professor Zonnebloem, die zojuist op het schip is aangekomen, heeft echter Supertrifoniol uitgevonden, waarmee je met dezelfde brandstof honderd keer verder kunt varen, waardoor ze toch snel op de plaats van de kaart kunnen komen.
Op de plek aangekomen, duikt Kuifje de schat op. Ondertussen enteren Karabine en zijn mannen, die per helikopter naar de plek zijn gevlogen, het schip. Daar overmeesteren zij Haddock, Zonnebloem en Bobbie. Als Kuifje weer aan boord komt, staat hij oog in oog met Karabine en wordt hij terug het water in geschoten door Angorapoulos, waarna Karabine de schat inneemt. Haddock en Zonnebloem worden opgesloten en er wordt een lont aangestoken om het schip te laten ontploffen, terwijl Karabine en zijn mannen het schip verlaten. Vervolgens arriveert de politie die de bende van Karabine probeert tegen te houden. Karabine weet echter met de schat via de helikopter te ontsnappen. De helikopterpiloot blijkt echter Kuifje te zijn, die Karabine overmeestert. Karabine wil echter niet dat anderen met het goud aan de haal gaan en laat de schatkist uit de helikopter vallen. Ondertussen op het schip dooft Bobbie de lont door er met zijn vacht overheen te rollen en voorkomt daarmee een ontploffing. Aan land wordt de bende van Karabine gearresteerd. Aan boord wordt vastgesteld dat de schat niet meer op te vissen is. Volgens de pendule van Zonnebloem zitten ze echter nog steeds in de buurt van het goud. Kuifje herinnert zich de zin uit het testament over de waarde van het schip. Dan schraapt hij met een mes wat vuil van de reling van het schip en ziet dat die van goud is. Hij concludeert dat Paparanic zijn goud heeft laten gieten als de reling van zijn schip en in de schatkist slechts de oude reling zat. Terug op Molensloot wordt Kapitein Haddock door de president van Tetaragua onderscheiden in de orde van het jachtluipaard, omdat hij al het goud heeft teruggeschonken aan Tetaragua.

## Rolverdeling
| Acteur             | Nederlandse stem (2de versie) | Personage                     |
| ------------------ | ----------------------------- | ----------------------------- |
| Jean-Pierre Talbot | Sam Verhoeven                 | Kuifje                        |
| Georges Wilson     | Bas Keijzer                   | Kapitein Haddock              |
| Georges Loriot     | Jan Nonhof                    | Professor Zonnebloem          |
| Demetrios Myra     | Ruben Lürsen                  | Anton Karabine                |
| Henri Soya         |                               | Clodion                       |
| Darío Moreno       | Thijs van Aken                | Midas Papos                   |
| Dimos Starenios    |                               | Scoubidouvitch                |
| Charles Vanel      | Wim van Rooij                 | Vader Alexander (Timotsjenko) |
| Marcel Bozzuffi    |                               | Angorapoulos                  |
| Ulvi Uraz          | Louis van Beek                | Malik                         |
| Gebroeders Gamonal | Nico van der Knaap            | Jansen en Janssen             |

Jansen en Janssen die ook een grote rol in de film spelen, werden op de aftiteling aangeduid als incognito. Ze werden gespeeld door de broers Gamonal.

## Achtergrond
Vanaf de jaren 50 heeft tekenaar Hergé aanbiedingen gekregen om films te maken met de personages uit De avonturen van Kuifje. Deze onderhandelingen liepen telkens in een vroeg stadium vast. Hergé was bang dat zijn lezers het vertrouwen in Kuifje zouden verliezen, wanneer ze hem in de geacteerde Kuifje niet zouden herkennen. Zo wees hij Larry Harmon, die interesse had getoond om Kuifjefilms te maken, erop dat het geen opeenvolging van grappen moest worden en dat de menselijkheid en geloofwaardigheid van Kuifje gewaarborgd moesten blijven. Begin jaren 60 kwam Hergé echter tot een akkoord met André Barret om een film op te nemen. Hergé was niet enthousiast over het feit dat iemand anders in een paar maanden tijd een nieuwe Kuifjeverhaal zou schrijven. Hij had liever gehad dat een van de reeds bestaande stripverhalen verfilmd zou worden, maar ging uiteindelijk toch akkoord met de filmmakers. Hergé bracht wel veel wijzigingen aan in het script, omdat hij vond dat er te veel humor en vrolijkheid in het verhaal zat. Herhaaldelijk werden hem nieuwe versies van het script opgestuurd, maar de tekenaar en de scriptschrijver konden het niet met elkaar eens worden, totdat Hergé het uiteindelijk opgaf en de filmmakers hun zin gaf.
Voor de rol van Kuifje werd de 17-jarige Jean-Pierre Talbot gecast. Hij werd ontdekt aan het strand van Oostende. Hij leek erg op Kuifje en troostte op dat moment een kind: 'iets wat Kuifje ook gedaan zou hebben'. Hij werd voorgesteld aan Hergé en de twee konden het goed vinden. Talbot heeft naast de twee Kuifjefilms in geen enkele andere film gespeeld. Volgens een Belgische documentaire uit 2007 krijgt hij elke maand nog steeds zo'n veertig brieven van fans voor zijn vertolking van Kuifje. De rest van zijn leven heeft Talbot gewerkt als sportleraar, totdat hij in de jaren 2000 met pensioen ging. In de film kwam zijn sportiviteit goed van pas, want hij deed zijn eigen stunts.
Hoewel de film niet gebaseerd is op een bestaand stripverhaal, vertoont het verhaal kenmerken uit de bestaande Kuifjeverhalen. Het zoeken naar de schat die uiteindelijk dichterbij blijkt dan ze verwachtten, lijkt op de clou van De schat van Scharlaken Rackham. Daarnaast lijkt de toren waarin Kuifje en Haddock worden opgesloten enigszins op de toren uit de De zwarte rotsen. In beide verhalen wordt er een steen van de wenteltrap gegooid om achtervolgers tegen te houden. De traditionele Griekse kostuums die Jansen en Janssen dragen als ze het schip betreden zijn gelijkaardig aan die uit het album Raket naar de maan.

## Ontvangst
De film werd in verschillende landen uitgebracht en in diverse talen nagesynchroniseerd. Hoewel hij populair was bij kinderen werd de film over het algemeen matig ontvangen. Hergé was zelf ook niet enthousiast over het resultaat. Desondanks werd op dezelfde manier een tweede film opgenomen: Kuifje en de blauwe sinaasappels. Behalve voor Kuifje en Nestor (Max Ellroy) zijn voor de overige terugkerende rollen andere acteurs gecast. Deze film was minder succesvol dan Kuifje en het geheim van het Gulden Vlies. Er zijn daarna nog onderhandelingen geweest over een eventuele derde film, maar die is uiteindelijk niet doorgegaan.

## Uitgave
De film verscheen in 2008, 2009 en 2011 op dvd met een nieuwe Nederlands ingesproken geluidsband. De dvd bevat ook het originele Franstalige geluidsspoor.

## Trivia
- Volgens Scoubidouvitch woont Vader Alexander in het Sint-Stefanosklooster in Meteora. Hoewel dit klooster echt bestaat wordt in de film het nabijgelegen Drievuldigheidsklooster gebruikt. 20 jaar later was het klooster ook in de Bondfilm For Your Eyes Only te zien.